# Berufliche Funktion
Die berufliche Funktion ist die Wahrnehmung eines zusätzlichen Aufgaben- und/oder Verantwortungsbereiches, die an eine Berufsausübung geknüpft ist. Diese Funktion wird in Personalunion ausgeübt.
Beispiele hierfür sind:
- Ein Abteilungsleiter kann zugleich auch Vertriebsbeauftragter sein.
- Ein Sachgebietsleiter kann neben der Leitung seines Sachgebietes auch stellvertretender Abteilungsleiter sein.
- Ein Soldat der Bundeswehr, der nicht Offizier ist, kann die Dienststellung „Offizier vom Wachdienst“ übernehmen.
- Ein Polizeivollzugsbeamter ist in aller Regel auch Ermittlungsperson der Staatsanwaltschaft (siehe auch Berufliche Funktion bei der Polizei).